# Jasmin St. Claire
Jasmin St. Claire (Saint Croix, 23 ottobre 1972) è un'ex attrice pornografica statunitense, inserita nella AVN Hall of Fame nel 2011.

## Carriera pornografica
Jasmin St. Claire tra i suoi film pornografici è nota per World's Biggest Gang Bang 2, un sequel del 1996 del film World's Biggest Gang Bang per aver avuto rapporti con 300 uomini in 24 ore. Successivamente, lei stessa ha raccontato che gli uomini, in realtà, erano solo 30 posizionati in maniera strategica di cui solo 10 si sono esibiti.
Ha continuato a lavorare nell'industria fino al 2000, girando oltre 90 scene e venendo inserita nel 2011 nella Hall of Fame degli AVN Awards.

## Carriera nel wrestling
Ha avuto un breve periodo in ECW durante il quale ha avuto l'occasione di combattere con Francine, nota come "Queen of Extreme". Nel 2002 ha fondato la Pro-Pain Pro Wrestling League, nota anche come 3PW, che ha chiuso i battenti tre anni più tardi.

## Riconoscimenti
- AVN Awards
  - 2011 – Hall of Fame[6]